# Heterocapsaceae
Famille
Les Heterocapsaceae sont une famille d'algues dinoflagellées de l’ordre des Peridiniales.

## Systématique
La famille des Heterocapsaceae a été créée en 1993 par Robert A. Fensome (d), Frank John Rupert Taylor (d), Geoffrey Norris (d), William Antony Swithin Sarjeant (d), D.I.Wharton et Graham Lee Williams (d).

## Étymologie
Le nom vient du genre type Heterocapsa, construit à partir du préfixe hetero-, « variable ; différent » , et du suffixe -capsa, boite.

## Liste des genres et espèces
Selon AlgaeBase (11 janvier 2022) et BioLib (12 janvier 2022)
- Heterocapsa F.Stein, 1883
  - environ 25 espèces

Selon NCBI (12 janvier 2022) :
- genre Cachonina
- genre Heterocapsa Stein, 1883